# Fernão Pires
Fernão Pires ist eine autochthone Weißweinsorte aus Portugal.

## Verbreitung
Sie ist in nahezu allen Gebieten von Portugal verbreitet und hatte 1999 mit ca. 23.160 ha Rebfläche Rang 1 der Weißweinsorten Portugals. Sie ist die dominierende Sorte im Bereich Bairrada, wo sie auch 'Maria Gomes' genannt wird. Empfohlen ist ihr Anbau in den Regionen Trás-os-Montes, Beira Litoral, Ribatejo, Oeste, Alentejo und den Azoren. Zugelassen ist sie des Weiteren in den Regionen Douro, Minho sowie Beira Interior Sul und Beira Interior Norte. Weitere Anbauflächen gibt es in Australien und Südafrika (ca. 290 Hektar).

## Herkunft – Abstammung
'Fernão Pires' ist vermutlich eine alte portugiesische Rebsorte.

## Sorteneigenschaften
Die Trauben sind mittelgroß, breit geschultert und meist konisch geformt. Die Beeren haben Muskatgeschmack und sind mittelgroß und oval bei grüngelber Färbung.
Sie hat einen frühen Austrieb mit mittelstarkem Wuchs und später Reife. Durch den frühen Austrieb ist sie anfällig gegen Frost. 'Fernão Pires' ist sehr anfällig gegen Echten (Oidium) und Falschen Mehltau (Peronospra). Fruchtbare Böden werden von dieser Rebsorte bevorzugt.

## Wein
Diese vielseitige Rebe erbringt fruchtige, aroma- und säurebetonte Weine mit viel Bukett. Oft schmecken sie nach frischem grünem Pfeffer oder gekochten Kohl. Diese werden zumeist in Verschnitten verwendet, wo sie Säure und Alkohol einbringen. Ihre Vielseitigkeit beweist sie beim Ausbau von Schaumwein (im Bereich Bairrada) und edelsüßen Weißweinen. Auf der Halbinsel von Setúbal ergibt die Sorte 'Fernão Pires' auf den sandigen Böden einen Most mit sehr hohem Zuckergehalt bzw. Mostgewicht.

## Synonyme
'Camarate', 'Fernam Pires', 'Fernan Piriz', 'Fernão Pirão', 'Fernão Pires do Beco', 'Fernão Pires de Beco', 'Gaieiro', 'Gaeiro', 'Maria Gomes', 'Molinha', ‘Molinho’, ‘Torrontes’.